# Candamo
Candamo ist ein Concejo der Autonomen Region Asturien. (In Asturien und Galicien entsprechen die Concejos den Municipios im übrigen Spanien.)
Es grenzt im Norden an Soto del Barco, Castrillón und Illas im Süden an Grado, im Osten an Las Regueras, im Westen an Salas und Pravia. Die Hauptstadt Grullos befindet sich neun Kilometer entfernt

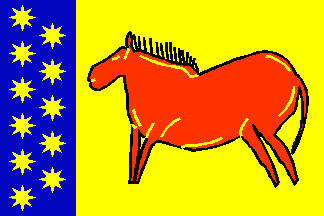
Flagge der Stadt

Der Concejo verfügt über Eisenbahnanbindung an das Netz der RENFE.

## Geschichte
Um Candamo und besonders an den Ufern des Flusses Nalón, wurden reiche Funde aus der Altsteinzeit gemacht. Ein außerordentliches Vorkommen in einer Höhle des Felsens von Candamo (entdeckt 1913), welcher der westlichste Fund einer altsteinzeitlichen Felsmalerei ist.
Die ersten urkundlichen Erwähnungen stammen aus dem 11. Jahrhundert und wurden in einem Klosterarchiv gefunden.
Ab dem 13. Jahrhundert gehört der Ort zur Gemeinde Grado. Von 1784 bis 1835 dauerte der (Verwaltungsrechtliche) Kampf um das Stadtrecht, welches Candamo 1835 zuerkannt wurde.

## Sehenswürdigkeiten
- El palacio de Valdés Bazán, aus dem 17. Jahrhundert
- La casa de la Torre,
- El palacio de Cañedo
- El palacio de los Casares in San Tirso

## Parroquias
| - Aces - Cuero (im asturischen: Cueiru) - Fenolleda (im asturischen: Fenoyeda) - Grullos - Llamero (im asturischen: Llameiru) | - Murias - Prahúa (im asturischen: Praúa) - San Román - San Tirso (im asturischen: San Tisu) - El Valle - Ventosa |

## Politik
Die elf Sitze des Gemeinderates verteilen sich wie folgt:
| Partei  | 1979 | 1983 | 1987 | 1991 | 1995 | 1999 | 2003 | 2007 | 2011 | 2015 |
| ------- | ---- | ---- | ---- | ---- | ---- | ---- | ---- | ---- | ---- | ---- |
| PSOE    | 1    | 1    |      | 9    | 7    | 9    | 8    | 8    | 7    | 6    |
| PP      |      | 2    |      |      | 3    | 1    | 2    | 2    |      | 3    |
| IU      | 6    | 8    | 3    | 2    | 1    | 1    | 1    | 1    | 1    | 2    |
| UCD/CDS | 4    |      | 2    |      |      |      |      |      |      |      |
| CVI     |      |      | 6    |      |      |      |      |      |      |      |
| FAC     |      |      |      |      |      |      |      |      | 3    |      |
| Total   | 11   | 11   | 11   | 11   | 11   | 11   | 11   | 11   | 11   | 11   |

## Bevölkerungsentwicklung
|                                                    |
| Quelle: INE – grafische Aufarbeitung für Wikipedia |

## Wirtschaft
Nach dem Spanischen Bürgerkrieg wurde ein Industriegebiet ausgewiesen, welches durch mittelständische Unternehmen geprägt ist.
Der wirtschaftliche Schwerpunkt liegt jedoch nach wie vor in der Landwirtschaft.
Durch die Nähe zu den Picos de Europa und den steinzeitlichen Funden wächst in den letzten Jahren auch eine kleine Tourismusindustrie.
| TOTAL                                                                                                 | 421 | 100   |
| Ackerbau, Viehzucht und Fischerei                                                                     | 118 | 28,03 |
| Industrie                                                                                             | 9   | 2,14  |
| Bauwirtschaft                                                                                         | 87  | 20,67 |
| Dienstleistungsbetriebe                                                                               | 207 | 49,17 |
| * Daten Stand 2009. (PDF; 109 kB) Statistisches Amt für Wirtschaftliche Entwicklung in Asturien SADEI |     |       |

## Söhne und Töchter der Stadt
- José Valdés, Politiker und Schriftsteller aus dem 18. Jahrhundert sowie Landvogt in Burgos.
- Jesús Fernández, Schriftsteller und Dichter, geboren am 25. März 1863 in Llamero
- Hernando Miranda, Statthalter von Florida im 16. Jahrhundert.